# آدم سميث
آدم سميث (بالإنجليزية: Adam Smith)‏ (5 يونيو 1723 - 17 يوليو 1790) فيلسوف أخلاقي وعالم اقتصاد اسكتلندي. يُعدّ مؤسس علم الاقتصاد الكلاسيكي ومن رواد الاقتصاد السياسي. اشتهر بكتابيه الكلاسيكيين: «نظرية المشاعر الأخلاقية» (1759)، وكتاب «بحث في طبيعة ثروة الأمم وأسبابها» (1776). وهو من أهم آثاره، وأول عمل يتناول الاقتصاد الحديث وقد اشتهر اختصارًا، باسم «ثروة الأمم». دعا إلى تعزيز المبادرة الفردية، والمنافسة، وحرية التجارة، بوصفها الوسيلة الفضلى لتحقيق أكبر قدر من الثروة والسعادة.
يعدّ سميث هو أب الاقتصاد الحديث، كما لايزال يعدّ من أكثر المفكرين الاقتصاديين تأثيرًا في اقتصاديات اليوم. وفي عام 2009 كان اسم سميث من بين أسماء «أعظم الاسكتلنديين» على مدى كل العصور، وذلك في تصويت تم على قناة تلفيزيونية اسكتلندية.
درس سميث الفلسفة الاجتماعية في جامعة غلاسكو وفي كلية باليول في جامعة أكسفورد، وبعد تخرجه ألقى سلسلة ناجحة من المحاضرات العامة في جامعة أدنبرة. ثم حصل على الأستاذية بغلاسكو في تدريس الفلسفة الأخلاقية، وخلال هذا الوقت كتب ونشر «نظرية المشاعر الأخلاقية».
عمل سميث في حياته لاحقا كمدرس خصوصي، مما سمح له بالسفر في أنحاء أوروبا، حيث التقى ببعض كبار المفكرين في عصره. ثم عاد سميث بعد ذلك إلى بلاده، وقضى نحو عشر سنوات في العمل على كتابه «ثروة الأمم»، والذي نشر بعد ذلك في عام 1776. ثم توفي سميث بعد ذلك في عام 1790 عن عمر يناهز 67 عامًا.

## حياته

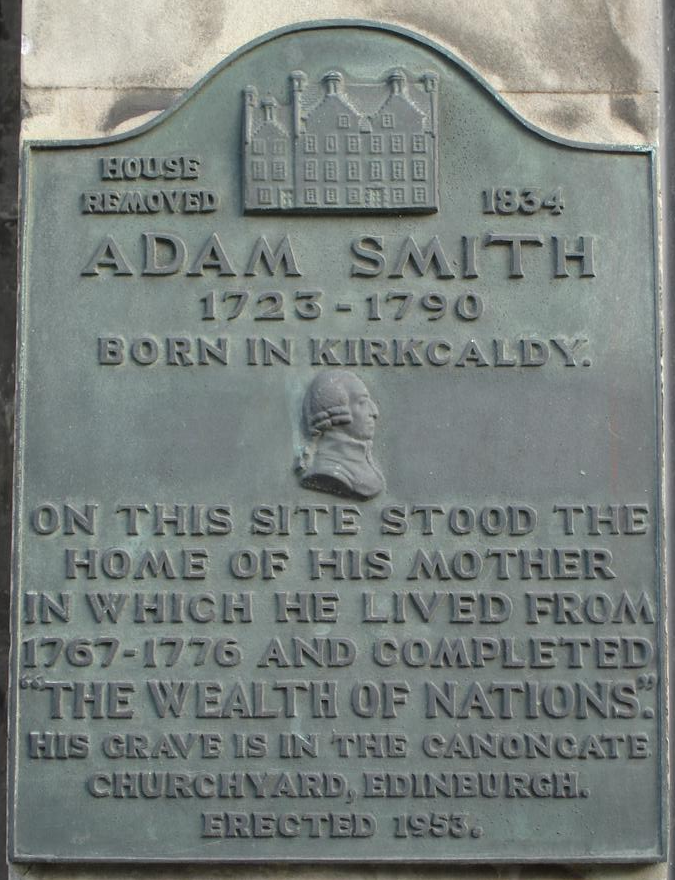
لوحة تذكارية لسميث بمسقط رأسه كركالدي.

ولد آدم سميث في كيركالدي باسكتلندا، وكان يعرف أبوه كذلك باسم آدم سميث. كان أبوه يعمل محاميًا بإحدى الجهات الحكومية، وكان أرمل حتى تزوج من مارغريت دوغلاس - أم آدم سميث- في عام 1720م، ثم مات الأب بعد ولادة سميث بعامين. أو قبل ولادته بستة أشهر كما تضيف بعض المراجع.
على الرغم من أن تاريخ ميلاد آدم سميث غير معروف على وجه التحديد، إلا أن الراجح أنه ولد في يوم 5 يونيو عام 1723 بكيركالدي. ولذلك فقليل هو ما عرف عن طفولة سميث المبكرة، وذلك كالذي سجله الصحفي الاسكتلاندي وكاتب سيرة آدم سميث «جون راي»، وهو أن سميث كان قد اختطف في سن الرابعة من عمره من قبل الغجر ثم أفرجوا عنه بعدما ذهب البعض لإنقاذه.
كان سميث متعلقًا بأمه وقريبًا منها، وهي على الأرجح التي كانت تشجعه على مواصلة طموحاته العلمية. حيث التحق سميث بمدرسة بيرغ في كيركالدي، والتي كانت تصنف وقتها -حسبما قال راي- «من أفضل المدارس الثانوية في اسكتلندا في تلك الفترة»، وذلك من 1729 إلى 1737. وفيها درس سميث اللاتينية، والرياضيات، والتاريخ، والكتابة.

### تعليمه العالي
التحق سميث في سن الرابعة عشرة بجامعة غلاسكو (وهو العمر الطبيعي لبدء الدراسة الجامعية انئذ) ودرس فيها الفلسفة الأخلاقية على يد فرانسيس هاتشيسون، ومن هنا نمى لديه شغفه بالحرية، والعقل، وحرية التعبير. وفي عام 1740 حصل سميث على منحة سنيل الدراسية لاستكمال دراسته بكلية باليول، جامعة أوكسفورد.
عندما انتقل سميث إلى أوكسفورد وجد أن الدراسة بغلاسكو كانت أفضل منها بكثير، حيث وجدها سميث منخنقة فكريًا، وكتب عنها في كتابه ثروة الأمم في الفصل الثاني من الكتاب الخامس: «إن الغالبية العظمى من أساتذة جامعة أوكسفورد فقدوا حتى القدرة على التظاهر بالتدريس على مدار تلك الأعوام العديدة.» فيما بعد عزى سميث ذلك إلى قوة الدوافع الضارة. وهي أن مدرسي أوكسفورد كانوا يعتمدون على أوقاف الجامعة في مرتباتهم دون أدنى علاقة بمستواهم في التدريس أوسمعتهم في التعليم مما دعاهم إلى إهمال رسالتهم الأساسية وعدم اهتمامهم بالطلاب.
وذكر أن سميث شكا لبعض أصدقائه أنه في مرة من المرات عثرت عليه إدارة الجامعة وهو يقرأ نسخة من كتاب أطروحة ديفيد هيوم في الطبيعة البشرية، وأنهم قاموا بمصادرة الكتاب منه، وعاقبوه لذلك عقابًا شديدًا. ووفقا لقول ويليام روبرت سكوت، «إن أوكسفورد في زمن سميث أعطته القليل من المساعدة بالمقارنة بما كان يمكن أن ينجزه في بلده». ومع ذلك، انتهز سميث فرصة وجوده بجامعة أكسفورد وعلم نفسه عدة موضوعات من خلال قراءة العديد من الكتب من أرفف مكتبة أكسفورد الكبيرة.
وفقًا لرسائل سميث، فإن أوقاته التي لم يكن يعلم فيها نفسه بأوكسفورد لم تكن أوقاتًا سعيدة، وقرب نهاية منحته الدراسية بالجامعة، بدأ يعاني من نوبات اهتزاز، والتي كانت ربما أعراضًا لانهيار عصبي. وفي عام 1746، ترك سميث جامعة أوكسفورد، وكان ذلك قبل نهاية منحته الدراسية.

### تدريسه للمنطق والأخلاق
دعي سميث لإلقاء عدد من المحاضرات العامة في إدنبرة وأحرزت محاضراته نجاحًا عظيمًا وظهرت فيها بدايات بعض الأفكار التي تضمنها لاحقًا كتابه «ثروة الأمم».
عاد آدم سميث لمواصلة مساره الجامعي بجامعة غلاسكو ليصير وهو في سن السابعة والعشرين أستاذا في علم المنطق والأدب والبلاغة  وفيما بعد أستاذا في الفلسفة الأخلاقية. وقد كانت جامعة غلاسكو أكثر صرامة وجدية من جامعة أوكسفورد وكانت الهيئة التعليمية تنظر بتوجس للأستاذ الشاب الذي كان قارئا وفيا للفيلسوف ديفيد هيوم بل صار أحد أصدقائه. كل ذلك لم يوقف صعود نجمه حيث كان سميث يشارك في عدة دورات ثقافية بجلاسكو إضافة إلى كونه محبوبا من طرف تلامذته.
غطى منهجه التدريسي اللاهوت والأخلاق وفقه القانون والسياسة العامة. وصلنا القليل من محاضراته عبر ما دونه طلابه من محاضرات.
شهرة آدم سميث ترجع أيضا لكتاباته ومنها كتابه الفلسفي نظرية المشاعر الأخلاقية الذي صدر سنة 1759. كما ألف العديد من الكتب خلال فترة تدريسه لعلم المنطق والتي لن تنشر إلا بعد وفاته.
تبقى المعتقدات الدينية لآدم سميث غير معروفة بدقة، فلطالما اعتُبر ربوبيا، شأنه في ذلك شأن فولتير، غير أن الاقتصادي البريطاني رونالد كوس يرى عكس ذلك إذ قال بأنه وإن كان سميث قد تحدث بإسهاب في كتاباته عن «خالق الكون» وعن «الطبيعة» و« اليد الخفية »، فإنه نادرا ما تحدث عن الله، فقد كان سميث يرى بأن عجائب الطبيعة تزيد من فضول وأسئلة الإنسان الذي يجد في المعتقدات الخرافية أجوبة سريعة وآنية لأسئلته، لكن وعلى المدى الطويل فإن الإنسان ما يفتأ يبحث عن أجوبة ملموسة ومقنعة وبالتالي لا يصل هذا الأخير إلى درجة من التأمل تسمح له بتبيان أن الله هو الخالق.

## أفكاره
رغم أن سميث لم يضف في كتابه ثروة الأمم أفكارا ونظريات اقتصادية جديدة، إلا أن الأخير يبقى واحدا من أهم المؤلفات في الاقتصاد الحديث لكونه أول كتاب جامع وملخص لأهم الأفكار الاقتصادية للفلاسفة والاقتصاديين الذين سبقوه أمثال فرنسوا كيناي وجون لوك وديفيد هيوم.
ويعرف أيضا بنظرية اقتصادية تحمل اسمه، تقوم هذه النظرية على اعتبار أن كل أمة أو شعب يملك القدرة على إنتاج سلعة أو مادة خام بكلفة أقل بكثير من باقي الدول الأخرى، فإذا ما تبادلت الدول هذه السلع عم الرخاء بين الجميع، تقوم اتفاقية التجارة العالمية على كسر الحواجز أمام انتقال السلع لكي تعم ال[وضح من هو المقصود ؟]، لكن انتقال هذه السلع يتفاوت من حيث الإنتاج والاستهلاك بين دولة وأخرى وبالتالي هناك دول مستفيدة اقتصاديا أكثر بكثير من غيرها.
وأوضح آدم سميث ان جميع الدول ملزمة بالتبادل الحر وأكد على أن الدولة يجب أن لا تتردد في الشراء من الخارج كل سلعة يمكن أن ينتجها المنتج الأجنبي بكلفة أقل من المنتج المحلي، فالدولة التي تبيع سلعا بكلفة أقل من الدول الأخرى تملك امتيازا مطلقا لهده السلع. وبهذا فكل دولة يجب أن تختص في إنتاج السلعة التي تمتلك فيها امتيازا مطلقا وتشتري السلع الأخرى.
وبتحليله هذا فقد استثنى آدم سميث الدول التي لا تمتلك امتيازا مطلقا من التبادل التجاري العالمي وهذا ما جعل دافيد ريكاردو من وضع نظرية أكثر تفاؤلا من آدم سميث والتي أسماها نظرية الامتياز النسبي والتي لا تستثني أي دولة من التبادل الحر.

## فلسفته
تقوم هذه الفلسفة على الاعتقاد في سلامة وكفاءة النظام الطبيعي، وأفضلية هذا النظام على أي نظام صناعي آخر. ونجد تفسيرًا أوضح لهذه النقطة، في كتابه الأول نظرية المشاعر الأخلاقية (1759)، فعنده أن السلوك الإنساني يخضع لستة بواعث: حب الذات، التعاطف، الرغبة في الحرية، الإحساس بالملكية، عادة العمل، والميل للمبادلة. واستخلص سميث من ذلك أن الفرد هو أفضل حكم على تقرير مصلحته الخاصة، ويجب بالتالي تركه حرًا في سلوكه. وقد أدى اعتقاد سميث في وجود نظام طبيعي إلى القول بأن هذا النظام من شأنه أن يحقق التوافق والانسجام بين المصالح الخاصة للأفراد مبينة وفقًا للبواعث المتقدمة وبين المصلحة العامة. وهذه هي فكرة «اليد الخفية» التي تعني أن الأفراد في سعيهم لتحقيق صالحهم الخاص يحققون -بدون أن يشعروا- المصلحة العامة.

وبناءً على ما سلف، فإن الأساس النظري لفكر آدم سميث هو دور المصلحة الخاصة والدافع الشخصي؛ فقد كان يرى أن الدافع الشخصي هو أكبر ضمان للصالح العام؛ فالدافع الشخصي في رأيه هو مجرد وسيلة أو أداة، والصالح العام هو دائمًا الغاية والهدف. وهناك عبارتان مشهورتان لآدم سميث في هذا الصدد. يقول في الأولى: 
. أما العبارة الأخرى الأخرى الشهيرة؛ فإنه يقول فيها عن الفرد وهو يسعى لتحقيق مصالحه الشخصية بأنه: 

## شخصيته ومعتقداته

### سماته الشخصية
لا نعرف الكثير عن شخصية آدم سميث ورؤاه سوى ما يمكن استنباطه من مقالاته المنشورة. أُتلفت أوراقه الشخصية بعد موته بطلب منه. لم يتزوج أبدًا ويبدو أنه حافظ على علاقة وطيدة مع أمه التي عاش معها بعد عودته من فرنسا، وقد ماتت قبله بست سنوات.
كان آدم سميث من وجهة نظر كثيرٍ من معاصريه وكاتبي سيرته الشخصية شارد الذهن بشكل مضحك وغريب الأطوار في كلامه ومشيته مع ابتسامته «بالغة اللطف». اشتهر آدم سميث بحديثه مع نفسه وهي عادة تصاحبه منذ الصغر عندما كان يبتسم عند حديثه مع صديقه الخيالي. كانت تحصل له نوبات لحظية من مرضه الوهمي، وقيل إنه كان يمتلك أعمدة طويلة من الكتب والأوراق المتراكمة لدراستها. اصطحب آدم سميث تشارلز تونشيند حسب إحدى الروايات إلى أحد مصانع دبغ الجلود وناقشه في التجارة الحرة وفي هذه الأثناء وقع في حفرة للدبغ واحتاج إلى المساعدة لإخراجه. يُقال أيضًا إنه وضع الخبز والزبدة في إبريق للشاي ثم احتسى هذا الخليط وقال إنه أسوأ كوب شاي تذوقه في حياته. خرج سميث للمشي وفقًا لرواية أخرى مشتت الذهن ومرتديًا ثياب النوم وقطع نحو 15 ميلًا (24 كم) خارج المدينة، حتى أعاده صوت أجراس الكنيسة إلى رشده.
يقول جيمس بوزويل -أحد طلبة آدم سميث في جامعة غلاسكو والذي تعرف عليه لاحقًا في نادي الطعام- إن آدم سميث كان يعتقد أن الحديث عن أفكاره في المناقشات قد يؤدي إلى تقليل مبيعات كتبه، ولذلك كانت محادثاته غير مثيرةٍ للاهتمام. يقول بوزويل إن جوشوا راينولدس أخبره بأن «آدم سميث وضع قاعدةً لنفسه بألا يفصح عما فهمه أمام أحدٍ أبدًا».
وُصف سميث بأنه شخص «كبير الأنف ومنتفخ العيون وذو شفة سفلية بارزة ومتشنج الأعصاب ويعاني صعوبة في الكلام، لكن كانت ملامحه رجولية ومقبولة». ذُكر عن سميث أنه لم يتقبل هيئته إلا في جانب واحد، حيث قال: «لست بارعًا في شيءٍ سوى اهتمامي بالكتب». لم يصور سميث نفسه إلا نادرًا. كانت معظم الرسومات له في حياته مستمدة من الذاكرة. كانت أشهر صور آدم سميث هي الصورة التي رسمها جيمس تاسى وصورتان رسمهما جون كاي بطريقة التنميش. كانت النقوش الخطية التي صُممت على أغلفة الإصدارات المعاد طبعها في القرن التاسع عشر لكتاب ثروة الأمم مأخوذة بنسبة كبيرة من ميدالية تاسي.

### رؤاه الدينية
عُقدت عدة مناظرات حول وجهات النظر الدينية لآدم سميث. كان والده شديد الاهتمام بالمسيحية مع انتماءه إلى الجناح المعتدل لكنيسة اسكتلندا وحصل على منحة سنيل. يرجح ما سبق التحاق والد سنيل بجامعة أوكسفورد بهدف الحصول على شهادة من كنيسة إنجلترا. 
لم يسلم الاقتصادي الأنجلو أمريكي رونالد كوس بصحة تصنيف آدم سميث كربوبي، مستشهدًا بعدم استدلال آدم سميث بالتناغم الموجود في عالم الطبيعة والإنسان على وجود الإله. قال رونالد كوس إن آدم سميث مع ذلك كان يشير أحيانًا إلى «المهندس العظيم للكون»، وهو ما كان يدفع چاكوب ڤينير لاحقًا حسب قوله إلى «المبالغة لدرجة القول إن آدم سميث كان يؤمن بإله شخصي». وجد رونالد كوس القليل من الأدلة على ذلك في بعض مؤلفات سميث مثل ثروة الأمم وهو الكتاب الذي ذكر فيه سميث أن فضول البشر بخصوص «الظواهر الطبيعية العظيمة» مثل «أطوار النباتات والحيوانات وحياتها ونموها وتحللها» جعل الإنسان «يفكر في السبب ورائها» وقال إن «الأساطير حاولت في البداية إشباع هذا الفضول من خلال نسبة هذه المظاهر الخلابة إلى الفعل المباشر للرب. حاولت الفلسفة بعدها تفسير ذلك بأسباب مادية أو بأسباب معروفة أكثر للبشر بدلًا من تفسيرها بفعل الرب». يرى بعض المؤلفين أن الفلسفة الاجتماعية والاقتصادية لسميث دينية في الأساس، وأن كامل نموذجه عن الترتيب الاجتماعي والفلسفة الاقتصادية يتمحور حول مفهوم أفعال الرب في الطبيعة. يعتقد براندان لونج أن سميث يؤمن بوجود الله بينما يخالفه جافين كينيدي حيث يقول إن سميث كان مسيحيًا «بعض الشيء».
كان سميث صديقًا مقربًا من ديفيد هيوم الذي كان ملحدًا في زمنه، رغم جميع المناظرات التي جرت في الأوساط العلمية الحديثة حول الاعتقاد الديني لديفيد هيوم. أُثير جدل واسع عقب نشر أحد خطابات سميث المرسلة إلى ويليام ستراهان، والتي وصف فيها هيوم بالشجاعة في مواجهة الموت رغم إلحاده.

## مؤلفاته

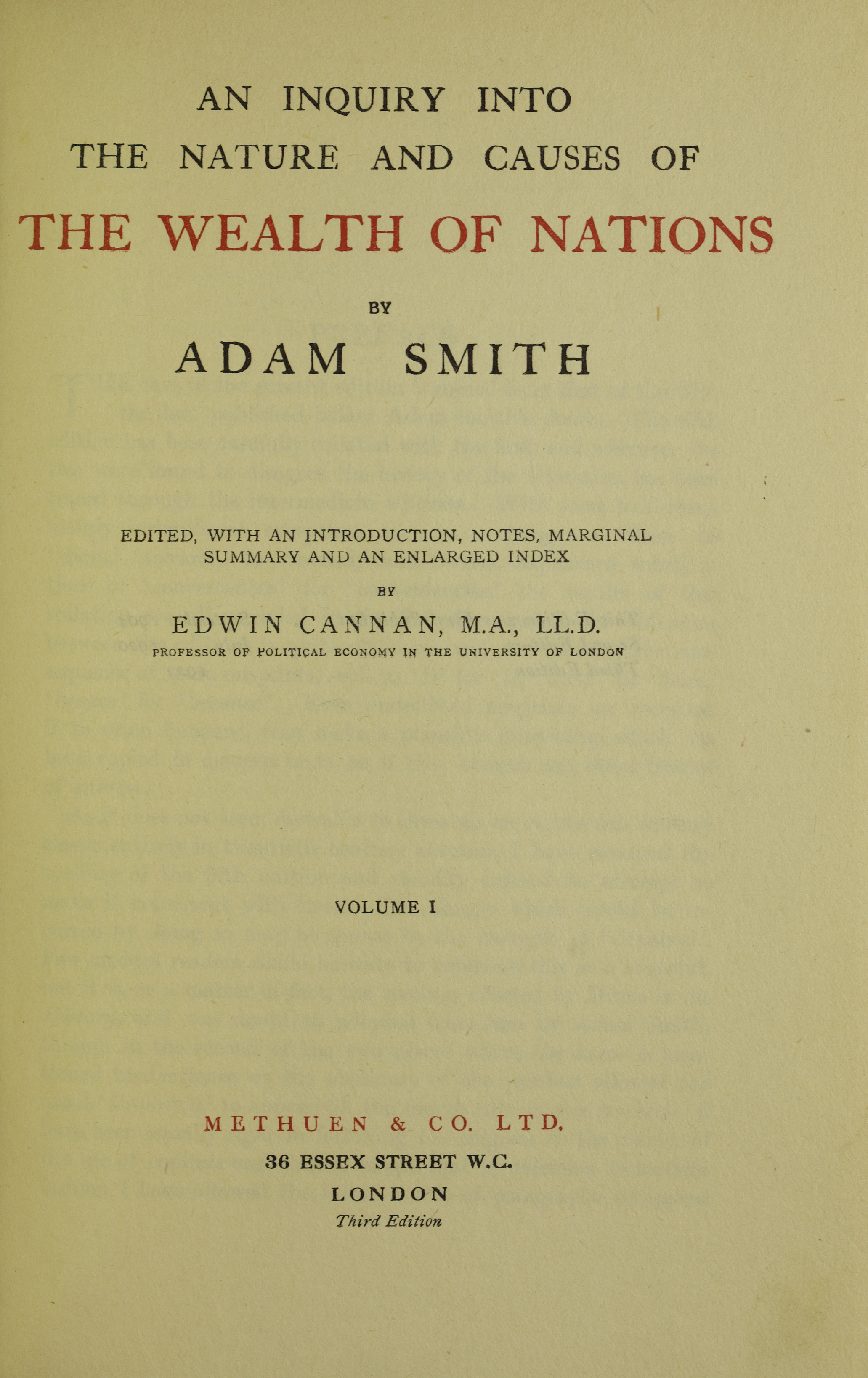
بحث في طبيعة ثروة الأمم وأسبابها، 1922.

- ثروة الأمم (بحث في طبيعة ثروة الأمم وأسبابها).
- ال[وضح من هو المقصود ؟] والتجارة.
- التجارة الحرة.
- المجتمع والمنفعة الفردية.
- تقسيم ال[وضح من هو المقصود ؟].
- النظام البسيط للحرية الطبيعية.

## وصلات خارجية
- آدم سميث على موقع الموسوعة البريطانية (الإنجليزية)
- آدم سميث على موقع ميوزك برينز (الإنجليزية)
- آدم سميث على موقع إن إن دي بي (الإنجليزية)
- آدم سميث: مقدمة موجزة على موقع مؤسسة هنداوي للتعليم والثقافة
- أعمال بواسطة آدم سميث في المكتبة المفتوحة على أرشيف الإنترنت
- آدم سميث على مشروع الدليل المفتوح